# Liste des archives nationales
Cette liste des archives nationales présente les administrations étatiques chargées de la conservation des archives des pays. 
| Pays                             | Institution                                                        | Nom officiel (si différent du nom français)                                                                       | Fondation | Volume conservé (en mètres linéaires) |
| -------------------------------- | ------------------------------------------------------------------ | --- | --------- | ------------------------------------- |
| Afghanistan                      | Archives nationales d'Afghanistan                                  | آرشيف ملي افغانستان (prs)                                                                                         | 1890      |                                       |
| Afrique du Sud                   | Service des archives nationales                                    | National Archives and Records Service (en)                                                                        |           |                                       |
| Albanie                          | Archives nationales d'Albanie                                      | Arkivi Qëndror i Shtetit (sq)                                                                                     | 1949      |                                       |
| Algérie                          | Archives nationales                                                | |           |                                       |
| Allemagne                        | Archives fédérales                                                 | Bundesarchiv (de)                                                                                                 | 1952      | > 1 000 000                           |
| Allemagne de l'Est               | Archives d’État                                                    | |           |                                       |
| Andorre                          | Archives nationales d'Andorre                                      | Arxiu Nacional d'Andorra (ca)                                                                                     | 1975      |                                       |
| Angola                           | Archives historiques nationales                                    | Arquivo Histórico Nacional (pt)                                                                                   |           |                                       |
| Antigua-et-Barbuda               | Archives nationales d'Antigua-et-Barbuda                           | National Archives of Antigua & Barbuda (en)                                                                       |           |                                       |
| Argentine                        | Archives générales de la nation                                    | Archivo General de la Nación (es)                                                                                 | 1821      |                                       |
| Arménie                          | Archives nationales d'Arménie                                      | Հայաստանի ազգային արխիվ (hy)                                                                                      | 1923      |                                       |
| Aruba                            | Archives nationales d'Aruba                                        | Archivo Nacional Aruba (pap) Aruban National Archives (en)                                                        |           |                                       |
| Australie                        | Archives nationales d’Australie                                    | National Archives of Australia (en)                                                                               | 1961      |                                       |
| Autriche                         | Archives d'État autrichiennes                                      | Österreichisches Staatsarchiv (de)                                                                                |           | 177 700                               |
| Azerbaïdjan                      | Département des archives nationales de la république d'Azerbaïdjan | Azərbaycan Respublikasının Milli Arxiv İdarəsi (az)                                                               | 2002      |                                       |
| Bahamas                          | Archives nationales des Bahamas                                    | National Archives of The Bahamas (en)                                                                             |           |                                       |
| Bangladesh                       | Archives nationales du Bangladesh                                  | National Archives of Bangladesh (en)                                                                              |           |                                       |
| Barbade                          | Archives nationales de la Barbade                                  | Barbados National Archives (en)                                                                                   |           |                                       |
| Belgique                         | Archives de l’État                                                 | Rijksarchief (nl)                                                                                                 |           |                                       |
| Belize                           | Service des archives du Belize                                     | Belize Archives and Records Service (en)                                                                          |           |                                       |
| Bénin                            | Archives nationales du Bénin                                       | |           |                                       |
| Bhoutan                          | Bibliothèque nationale du Bhoutan                                  | འབྲུག་རྒྱལ་ཡོངས་དཔེ་མཛོད། (dz)                                                                                           |           |                                       |
| Biélorussie                      | Archives nationales de la République                               | |           |                                       |
| Birmanie                         | Département des archives nationales                                | |           |                                       |
| Bolivie                          | Archives nationales de Bolivie                                     | Archivo nacional de Bolivia (es)                                                                                  | 1883      |                                       |
| Bosnie-Herzégovine               | Archives de Bosnie-Herzégovine                                     | Arhiv Bosna i Hercegovine (bs)                                                                                    |           |                                       |
| Botswana                         | Service des archives nationales                                    | National Archives and Records Service (en)                                                                        |           |                                       |
| Brésil                           | Archives nationales                                                | Arquivo Nacional (pt)                                                                                             | 1838      |                                       |
| Brunei                           | Archives Nationales du Brunei Darussalam                           | National Archives of Brunei Darussalam (en)                                                                       |           |                                       |
| Bulgarie                         | Archives centrales de l’État                                       | Централния държавен архив (bg)                                                                                    |           |                                       |
| Burkina Faso                     | Centre national des Archives du Burkina Faso                       | |           |                                       |
| Burundi                          | Archives nationales du Burundi                                     | |           |                                       |
| Cambodge                         | Archives nationales du Cambodge                                    | បណ្ណសាដ្ឋានជាតិកម្ពុជា (km)                                                                                                |           |                                       |
| Cameroun                         | Archives nationales du Cameroun                                    | National Archives of Cameroon (en)                                                                                | 1966      |                                       |
| Canada                           | Bibliothèque et Archives Canada                                    | Library and Archives Canada (en)                                                                                  | 2004      | 241 000                               |
| Cap-Vert                         | Archives historiques nationales                                    | Arquivo Histórico Nacional (pt)                                                                                   |           |                                       |
| Catalogne                        | Archives nationales de Catalogne                                   | Arxiu Nacional de Catalunya (ca)                                                                                  | 1984      |                                       |
| République centrafricaine        | Archives nationales de la République centrafricaine                | |           |                                       |
| Chili                            | Archives nationales du Chili                                       | Archivo Nacional de Chile (es)                                                                                    |           |                                       |
| Chine                            | Administration des archives d’État                                 | 国家档案局 (zh)                                                                                                   |           |                                       |
| Chypre                           | Archives d’État de Chypre                                          | | 1972      |                                       |
| Colombie                         | Archives générales de la nation                                    | Archivo General de la Nación (es)                                                                                 |           |                                       |
| Comores                          | Centre national de documentations et de recherches scientifiques   | |           |                                       |
| République du Congo              | Archives nationales du Congo                                       | |           |                                       |
| République démocratique du Congo | Archives nationales de la République démocratique du Congo         | |           |                                       |
| Îles Cook                        | Archives nationales des Îles Cook                                  | Punanga Akamou Korero (rar) National Archives of the Cook Islands (en)                                            |           |                                       |
| Corée du Sud                     | Archives nationales de Corée                                       | 국가기록원 (ko)                                                                                                   |           |                                       |
| Costa Rica                       | Archives nationales du Costa Rica                                  | Archivo Nacional de Costa Rica (es)                                                                               |           |                                       |
| Côte d'Ivoire                    | Archives nationales de Côte d'Ivoire                               | |           |                                       |
| Croatie                          | Archives d’État croates                                            | Hrvatski državni arhiv (hr)                                                                                       |           |                                       |
| Cuba                             | Archives nationales de la République de Cuba                       | Archivo Nacional de la República de Cuba (es)                                                                     |           |                                       |
| Danemark                         | Archives nationales                                                | Rigsarkivet (da)                                                                                                  | 1889      |                                       |
| République dominicaine           | Archives générales de la nation                                    | Archivo General de la Nación (es)                                                                                 | 1935      |                                       |
| Dominique                        | Archives nationales                                                | National Archives (en)                                                                                            |           |                                       |
| Écosse                           | Archives nationales d'Écosse                                       | National Archives of Scotland (en)                                                                                |           |                                       |
| Égypte                           | Bibliothèque et Archives nationales                                | دار الكتب والوثائق القومية (ar)                                                                                   |           |                                       |
| Émirats arabes unis              | Archives nationales                                                | الأرشيف الوطني (ar)                                                                                               |           |                                       |
| Équateur                         | Archives nationales de l'Équateur                                  | Archivo nacional del Ecuador (es)                                                                                 | 1884      |                                       |
| Érythrée                         | Centre de recherche et de documentation                            | |           |                                       |
| Espagne                          | Archives d’État                                                    | Archivos Estatales (es)                                                                                           |           |                                       |
| Estonie                          | Archives d'État                                                    | Riigiarhiiv (et)                                                                                                  |           |                                       |
| États-Unis                       | Administration des archives nationales                             | National Archives and Records Administration (en)                                                                 | 1934      |                                       |
| Éthiopie                         | Archives nationales et bibliothèque d’Éthiopie                     | |           |                                       |
| Îles Féroé                       | Archives nationales des Îles Féroé                                 | Føroya Landsskjalasavn (fo)                                                                                       |           |                                       |
| Fidji                            | Archives nationales des Fidji                                      | National Archives of Fiji (en)                                                                                    |           |                                       |
| Finlande                         | Archives nationales de Finlande                                    | Kansallisarkisto (fi) Riksarkivet (sv)                                                                            | 1816      |                                       |
| France                           | Archives nationales                                                | | 1790      | 373 000                               |
| Gabon                            | Archives nationales du Gabon                                       | |           |                                       |
| Gambie                           | Archives nationales de Gambie                                      | Gambia National Archives (en)                                                                                     |           |                                       |
| Géorgie                          | Archives nationales de Géorgie                                     | საქართველოს ეროვნული არქივი (ka)                                                                                  |           |                                       |
| Ghana                            | Archives nationales du Ghana                                       | |           |                                       |
| Grèce                            | Archives générales de l'État                                       | Γενικά Αρχεία του Κράτους (el)                                                                                    | 1914      |                                       |
| Grenade                          | Archives nationales de Grenade                                     | Grenada National Archives (en)                                                                                    |           |                                       |
| Guatemala                        | Archives générales d'Amérique centrale                             | Archivo General de Centro América (es)                                                                            |           |                                       |
| Gibraltar                        | Archives nationale de Gibraltar                                    | Gibraltar National Archives (en)                                                                                  |           |                                       |
| Guinée                           | Archives nationales de Guinée                                      | |           |                                       |
| Guinée-Bissau                    | Archives historiques nationales                                    | Arquivos Históricos Nacionais (pt)                                                                                |           |                                       |
| Guyana                           | Archives nationales du Guyana                                      | National Archives of Guyana (en)                                                                                  |           |                                       |
| Haïti                            | Archives nationales d'Haïti                                        | | 1860      |                                       |
| Honduras                         | Archives nationales du Honduras                                    | Archivo Nacional de Honduras (es)                                                                                 |           |                                       |
| Hong Kong                        | Bureau des archives publiques                                      | 历史档案馆 (zh) Public Records Office (en)                                                                        | 1972      |                                       |
| Hongrie                          | Archives nationales hongroises                                     | Magyar Országos Levéltár (hu)                                                                                     | 1756      |                                       |
| Inde                             | Archives nationales de l'Inde                                      | राष्ट्रीय अभिलेखागार, भारत (hi) National Archives of India (en)                                                            |           |                                       |
| Indonésie                        | Archives nationales de la république d'Indonésie                   | Arsip Nasional Republik Indonesia(id)                                                                             |           |                                       |
| Irak                             | Bibliothèque et Archives nationales d'Irak                         | دار الكتب والوثائق العراقـيـة (ar)                                                                                | 1964      |                                       |
| Iran                             | Archives nationales d'Iran                                         | |           |                                       |
| Irlande                          | Archives nationales d’Irlande                                      | The National Archives of Ireland (en) Cartlann Náisiúnta na hÉireann (ga)                                         | 1986      |                                       |
| Irlande du Nord                  | Bureau des archives publiques d'Irlande du Nord                    | Public Record Office of Northern Ireland (en)                                                                     |           |                                       |
| Islande                          | Archives nationales d'Islande                                      | Þjóðskjalasafn Íslands (is)                                                                                       | 1882      | 40 000                                |
| Israël                           | Archives de l'État                                                 | ארכיון המדינה (he)                                                                                                | 1949      |                                       |
| Italie                           | Archives centrales de l’État                                       | Archivio centrale dello Stato (it)                                                                                | 1875      |                                       |
| Jamaïque                         | Département des archives de Jamaïque                               | Jamaica Archives and Records Department (en)                                                                      |           |                                       |
| Japon                            | Archives nationales du Japon                                       | 国立公文書館, Kokuritsu Kōbunshokan (ja)                                                                          | 1959      |                                       |
| Kazakhstan                       | Archives centrales d’État de la République du Kazakhstan           | Центральный Государственный Архив Республики Казахстан (ru)                                                       |           |                                       |
| Kenya                            | Service des archives nationales et de la documentation du Kenya    | Kenya National Archives and Documentation Service (en)                                                            |           |                                       |
| Kiribati                         | Bibliothèque et archives nationales des Kiribati                   | Kiribati National Library and Archives (en)                                                                       |           |                                       |
| Lesotho                          | Archives nationales du Lesotho                                     | Lesotho National Archives (en)                                                                                    |           |                                       |
| Lettonie                         | Archives nationales de Lettonie                                    | Latvijas Nacionālais arhīvs (lv)                                                                                  |           |                                       |
| Liban                            | Centre des archives nationales                                     | مؤسسة المحفوظات الوطنية (ar)                                                                                      |           |                                       |
| Liberia                          | Archives du Liberia                                                | National Archives of Liberia (en)                                                                                 |           |                                       |
| Liechtenstein                    | Archives nationales                                                | Landesarchiv (de)                                                                                                 |           |                                       |
| Lituanie                         | Archives d’État de Lituanie                                        | |           |                                       |
| Luxembourg                       | Archives nationales de Luxembourg                                  | |           |                                       |
| Macao                            | Archives historiques de Macao                                      | Arquivo Histórico de Macau (pt)                                                                                   |           |                                       |
| Macédoine                        | Archives nationales de la République de Macédoine                  | Државen архив на Република Македонија (mk)                                                                        |           |                                       |
| Madagascar                       | Archives nationales de Madagascar                                  | |           |                                       |
| Malaisie                         | Archives nationales de Malaisie                                    | Arkib Negara Malaysia (ms) National Archives of Malaysia (en)                                                     |           |                                       |
| Malawi                           | Archives nationales du Malawi                                      | National Archives of Malawi (en)                                                                                  |           |                                       |
| Maldives                         | Archives nationales des Maldives                                   | National Archives of Maldives (en)                                                                                |           |                                       |
| Mali                             | Archives nationales du Mali                                        | | 1913      |                                       |
| Malouines                        | Archives nationales Jane Cameron                                   | Jane Cameron National Archives (en)                                                                               |           |                                       |
| Malte                            | Archives nationales de Malte                                       | L-Arkivji Nazzjonali ta' Malta (mt) National Archives of Malta (en)                                               |           |                                       |
| Royaume du Maroc                 | Bibliothèque Générale et Archives                                  | أرشيف المغرب (ar)                                                                                                 |           |                                       |
| Îles Marshall                    | Archives nationales des Îles Marshall                              | |           |                                       |
| Maurice                          | Archives nationales de Maurice                                     | National Archives of Mauritius (en)                                                                               | 1950      |                                       |
| Mauritanie                       | Archives nationales de Mauritanie                                  | |           |                                       |
| Mexique                          | Archives générales de la nation                                    | Archivo General de la Nación (es)                                                                                 | 1790      | 52 000                                |
| Moldavie                         | Archives nationales de la république de Moldavie                   | Arhiva Naţională a Republicii Moldova (ro)                                                                        |           |                                       |
| Monaco                           | Archives du Palais princier                                        | |           |                                       |
| Mongolie                         | Archives nationales de Mongolie                                    | Архивын ерөнхий газар (mn)                                                                                        |           |                                       |
| Monténégro                       | Archives d'État du Monténégro                                      | Državi arhiv Crne Gore (sr)                                                                                       | 1951      |                                       |
| Mozambique                       | Archives historiques du Mozambique                                 | Arquivo Histórico de Moçambique (pt)                                                                              |           |                                       |
| Namibie                          | Archives nationales                                                | National Archives (en)                                                                                            |           |                                       |
| Népal                            | Archives nationales du Népal                                       | |           |                                       |
| Nicaragua                        | Archives nationales du Nicaragua                                   | Archivo Nacional de Nicaragua (es)                                                                                |           |                                       |
| Niger                            | Archives nationales du Niger                                       | |           |                                       |
| Nigeria                          | Archives nationales du Nigeria                                     | National Archives of Nigeria (en)                                                                                 |           |                                       |
| Norvège                          | Archives nationales                                                | Riksarkivet (no)                                                                                                  |           |                                       |
| Nouvelle-Zélande                 | Archives Nouvelle-Zélande                                          | Archives New Zealand (en)                                                                                         |           |                                       |
| Oman                             | Archives nationales du sultanat d'Oman                             | هيئة الوثائق والمحفوظات الوطنية بسلطنة عُمان (ar)                                                                  |           |                                       |
| Ouzbékistan                      | Archives centrales d’État d’Ouzbékistan                            | O'zbekiston respublikasi markaziy davlat arxivi (uz) Центральный государственный архив Республики Узбекистан (ru) |           |                                       |
| Pakistan                         | Archives nationales du Pakistan                                    | Pakistan National Archives (en)                                                                                   |           |                                       |
| Palaos                           | Archives nationales des Palaos                                     | Palau National Archives (en)                                                                                      |           |                                       |
| Palestine                        | Archives nationales de Palestine                                   | الارشيف الوطني الفلسطيني (ar)                                                                                     |           |                                       |
| Panama                           | Archives nationales du Panama                                      | Archivo Nacional de Panamá (es)                                                                                   | 1912      |                                       |
| Papouasie-Nouvelle-Guinée        | Archives nationales de Papouasie-Nouvelle-Guinée                   | National Archives and Public Records Services of Papua New Guinea (en)                                            |           |                                       |
| Paraguay                         | Archives nationales d'Asunción                                     | Archivo Nacional de Asunción (es)                                                                                 |           |                                       |
| Pays-Bas                         | Archives nationales                                                | Nationaal Archief (nl)                                                                                            | 1802      |                                       |
| Pérou                            | Archives générales de la nation                                    | Archivo General de la Nación (es)                                                                                 |           |                                       |
| Philippines                      | Archives nationales des Philippines                                | National Archives of the Philippines (en)                                                                         |           |                                       |
| Pologne                          | Centre des archives historiques de Varsovie                        | |           |                                       |
| Portugal                         | Institut des archives nationales                                   | Instituto dos Arquivos Nacionais (pt)                                                                             |           |                                       |
| Porto Rico                       | Archives générales de Porto Rico                                   | Archivo General de Puerto Rico (es)                                                                               |           |                                       |
| Québec                           | Bibliothèque et Archives nationales du Québec                      | | 1920      |                                       |
| Roumanie                         | Archives nationales de Roumanie                                    | Arhivele Naţionale ale României (ro)                                                                              |           |                                       |
| Royaume-Uni                      | Archives nationales                                                | The National Archives (en)                                                                                        |           |                                       |
| Russie                           | Archives d'État de la fédération de Russie                         | Госуда́рственный Архи́в Росси́йской Федера́ции (ru)                                                                   |           |                                       |
| Saint-Christophe-et-Niévès       | Archives nationales                                                | National Archives (en)                                                                                            |           |                                       |
| Sainte-Lucie                     | Archives nationales de Sainte-Lucie                                | Saint Lucia National Archives (en)                                                                                |           |                                       |
| Saint-Marin                      | Archives d'État de la république de Saint-Marin                    | Archivio di Stato della Repubblica di San Marino (it)                                                             |           |                                       |
| Îles Salomon                     | Archives nationales des Îles Salomon                               | National Archives of Solomon Islands (en)                                                                         |           |                                       |
| Salvador                         | Archives générales de la nation                                    | Archivo General de la Nación (es)                                                                                 |           |                                       |
| Samoa                            | Archives nationales des Samoa                                      | |           |                                       |
| Sao Tomé-et-Principe             | Archives historiques de Sao Tomé-et-Principe                       | Arquivo Histórico de São Tomé e Príncipe (pt)                                                                     |           |                                       |
| Sénégal                          | Archives nationales du Sénégal                                     | | 1913      | 18 000                                |
| Serbie                           | Archives de Serbie                                                 | Архив Србије (sr)                                                                                                 |           |                                       |
| Seychelles                       | Archives nationales des Seychelles                                 | National Archives of Seychelles (en)                                                                              |           |                                       |
| Singapour                        | Archives nationales de Singapour                                   | National Archives of Singapore (en)                                                                               | 1968      |                                       |
| Slovaquie                        | Archives nationales slovaques                                      | Slovenský národný archív (sk)                                                                                     | 1928      |                                       |
| Slovénie                         | Archives de la République de Slovénie                              | Arhiv Republike Slovenije (sl)                                                                                    |           |                                       |
| Soudan                           | Archives nationales du Soudan                                      | |           |                                       |
| Sri Lanka                        | Département des archives nationales                                | Department of National Archives (en)                                                                              |           |                                       |
| Suède                            | Archives nationales                                                | Riksarkivet (sv)                                                                                                  | 1618      |                                       |
| Suisse                           | Archives fédérales suisses                                         | Schweizerisches Bundesarchiv (de) Archivio federale svizzero (it)                                                 |           | 60 000                                |
| Suriname                         | Archives nationales du Suriname                                    | Nationaal Archief Suriname (nl)                                                                                   |           |                                       |
| Eswatini                         | Archives nationales du Swaziland                                   | Swaziland National Archives (en)                                                                                  |           |                                       |
| Tadjikistan                      | Archives centrales d’État de la République tadjike                 | |           |                                       |
| Taïwan                           | Administration des archives nationales                             | |           |                                       |
| Tanzanie                         | Archives nationales de Tanzanie                                    | Tanzania National Archives (en)                                                                                   |           |                                       |
| Tchad                            | Archives nationales du Tchad                                       | |           |                                       |
| République tchèque               | Archives nationales                                                | Národní archiv (cs)                                                                                               |           |                                       |
| Thaïlande                        | Archives nationales de Thaïlande                                   | สำนักหอจดหมายเหตุแห่งชาติ (th)                                                                                        | 1916      |                                       |
| Togo                             | Bibliothèque et Archives nationales du Togo                        | |           |                                       |
| Trinité-et-Tobago                | Archives nationales de Trinité-et-Tobago                           | National Archives of Trinidad and Tobago (en)                                                                     |           |                                       |
| Tunisie                          | Archives nationales de Tunisie                                     | الأرشيف الوطني التونسي (ar)                                                                                       |           |                                       |
| Turkménistan                     | Archives centrales d’État du Turkménistan                          | Центральный государственный архив Туркменистана (ru)                                                              |           |                                       |
| Turquie                          | Direction générale des archives d’État                             | Devlet Arşivleri Genel Müdürlüğü (tr)                                                                             |           |                                       |
| Tuvalu                           | Bibliothèque et archives nationales de Tuvalu                      | Tuvalu National Library and Archives (en)                                                                         |           |                                       |
| Ukraine                          | Archives d'Ukraine                                                 | |           |                                       |
| Uruguay                          | Archives générales de la nation                                    | Archivo General de la Nación (es)                                                                                 |           |                                       |
| Vanuatu                          | Archives nationales du Vanuatu                                     | Vanuatu National Archives (en)                                                                                    |           |                                       |
| Vatican                          | Archives apostoliques du Vatican                                   | Archivum Apostolicum Vaticanum (la)                                                                               |           |                                       |
| Venezuela                        | Archives générales de la nation                                    | Archivo General de la Nación (es)                                                                                 |           |                                       |
| Viêt Nam                         | Archives nationales du Viêt Nam                                    | |           |                                       |
| Yémen                            | Centre national des archives                                       | | 1991      |                                       |
| Zambie                           | Archives nationales de Zambie                                      | National Archives of Zambia (en)                                                                                  |           |                                       |
| Zimbabwe                         | Archives nationales du Zimbabwe                                    | The National Archives of Zimbabwe (en)                                                                            |           |                                       |